# Historien om en verklig människa (opera)

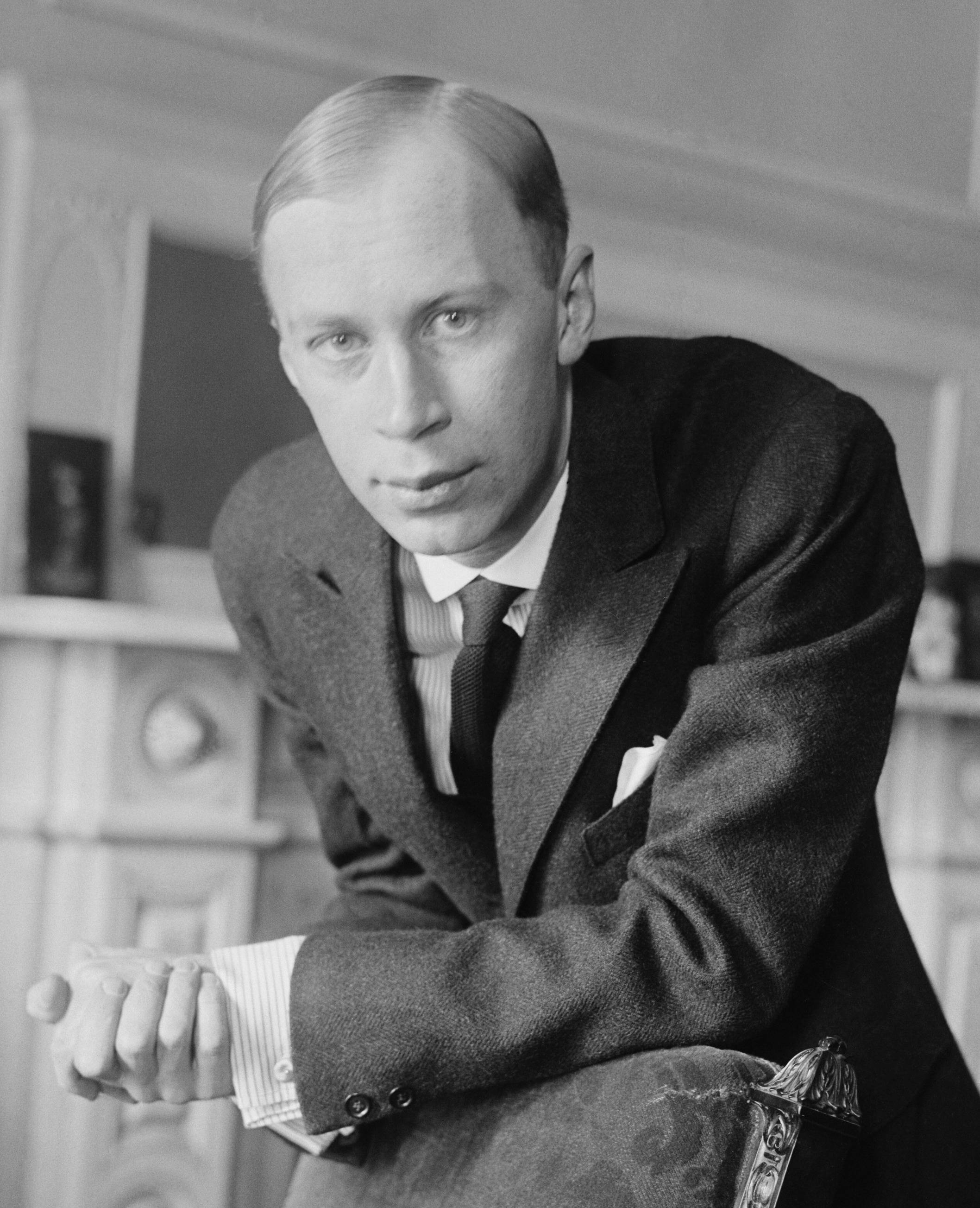
Sergej Prokofjev

Historien om en verklig människa (Ryska: Повесть о настоящем человеке, Povest' o nastoyashchem cheloveke) är en opera i fyra akter med text och musik av Sergej Prokofjev. Librettot skrevs av tonsättaren och Mira Mendelsohn efter Boris Polevoys roman med samma namn om piloten Aleksej Maresjev.

## Historia
Efter andra världskriget stämplade den sovjetiska kommunistpartiets centralkommitté Prokofjevs musik som formalistisk och perverterad. Med sin nya operastil var Prokofjev övertygad om att han skulle bli rehabiliterad då operan innehöll folkmelodier, enkla teman, korta scener samt en upplyftande och patriotisk handling. Operan hade premiär den 3 december 1948 på Kirovteatern i Leningrad men publiken bestod uteslutande av partifunktionärer och musiker. Mottagandet blev förödande för Prokofjevs del och operan förbjöds att uppföras. Först den 7 oktober 1960 framfördes operan för publik på Bolsjojteatern i Moskva.

## Personer
- Aleksej Maresjev, pilot (baryton)
- Andrei Dzhegtyarenko, pilot (bas)
- Klaudija Michailovna, sjuksyster (kontraalt)
- Konstantin Kukusjkin, pilot (tenor)
- Farfar Mihailov (tenor)
- Olga, Aleksejs fästmö (sopran)
- Folkkommissarie Semjon Vorobjev (baryton)
- Sinocka (sopran)
- Varija (mezzosopran)
- Kirurg  Vasiljevitj (bas)
- Farmor Vasilissa (kontraalt)

## Handling
Piloten Aleksej Maresjev skjuts ned över centrala Sovjetunionen. Trots fruktansvärda skador lyckas han kravla sig genom snön till närmaste by. Han söker styrka genom att titta på ett fotografi av sin fästmö. Han förs till ett sjukhus i Moskva där båda hans ben amputeras. Tack vare sina medkamraters patriotism övertygar han sig själv att återvända som pilot så han åter igen kan bli en verklig människa. Han lyckas gå igen och uppnår sitt mål.